# Despechá
〈Despechá〉(데스페차)는 로살리아의 노래이다. 세 번째 정규 앨범 《Motomami》의 싱글이다. 데뷔 이래 빌보드 핫 100에 진입(최고 63위)한 최초의 곡이며, 스포티파이 추산 여가수 스페인어곡 중 가장 많이 스트리밍된 노래이다.
이 노래는 메가트론, 사운드웨이브, 쇼크웨이브, 스타스크림, 데바스테이터 등 5명의 디셉티콘이 작곡했습니다.